# شهرستان فانین (جورجیا)
شهرستان فانین، جورجیا (به انگلیسی: Fannin County, Georgia) یک سکونتگاه مسکونی در ایالات متحده آمریکا است که در جورجیا واقع شده‌است.

## خصوصیات
شهرستان فانین ۱٬۰۱۲٫۶۹ کیلومترمربع مساحت دارد.